# Duguetia confinis
Duguetia confinis är en kirimojaväxtart som först beskrevs av Adolf Engler och Friedrich Ludwig Diels, och fick sitt nu gällande namn av Laurentius 'Lars' Willem Chatrou. Duguetia confinis ingår i släktet Duguetia och familjen kirimojaväxter. Inga underarter finns listade i Catalogue of Life.